# Mega Man 2
Mega Man 2 (Japans: Rockman 2: Dr. Wily no Nazo, ロックマン2 Dr.ワイリーの謎) is een platformspel dat werd ontwikkeld en gepubliceerd door Capcom voor de Nintendo Entertainment System. Het is het tweede deel in de Mega Man-serie. Het spel werd op 24 december 1988 uitgebracht in Japan en later in 1989 en 1990 in Noord-Amerika en Europa respectievelijk. In Mega Man 2 blijft de protagonist de strijd tegen de kwaadaardige dr. Wily en zijn malafide robots voortzetten. Het spel heeft grafische en gameplay-aanpassingen ten opzichte van het eerste Mega Man-spel, waarvan vele aanpassingen blijvertjes zouden worden in de Mega Man-serie.
Ondanks dat de verkoopcijfers van Mega Man niet heel erg indrukwekkend waren, stond Capcom het ontwikkelingsteam toch toe om een vervolg te maken. Met meer dan 1,5 miljoen verkochte exemplaren is het het bestverkochte Mega Man-spel ooit. Mega Man 2 is, door vele publicaties, gekozen als de beste titel in de serie en een van de beste computerspellen aller tijden. Mega Man 2 is opnieuw uitgebracht op verschillende consoles en tevens op mobiele telefoons. Het spel werd in december 2007 Europa uitgebracht op de Wii's Virtual Console, in Japan op 26 augustus 2008 en in Noord-Amerika op 15 september 2008.

## Verhaal
Mega Man 2 speelt zich af na de eerste Mega Man, in de 21e eeuw. Dr. Wily, de antagonist, heeft een nieuw fort en leger van robot handlangers gebouwd, dat onder leiding staat van acht nieuwe, door hem ontworpen, Robot Masters. Mega Man wordt door zijn schepper, Dr. Light, op pad gestuurd om Dr. Wily en zijn Robot Masters te verslaan.
Mega Man verplettert uiteindelijk de acht nieuwe Robot Masters en verslaat uiteindelijk ook Wily zelf. In een van de laatste gevechten, schakelt Mega Man het apparaat uit waarmee Dr. Wily hologrammen kan maken. Dr. Wily smeekt Mega Man om genade, en Mega Man besluit hierop om Wily te sparen.

## Gameplay
Mega Man 2 is een net als zijn voorganger, een platform- en actiespel. De speler bestuurt Mega Man tijdens zijn jacht op de acht verschillende bazen, de Robot Masters van Dr. Wily. Mega Man krijgt na het verslaan van een Robot Master de speciale kracht van desbetreffende Robot Master. De zwakke plek van een Robot Master is het wapen van een andere Robot Master waardoor de volgorde waarin de Robot Masters worden verslagen een essentieel aspect is van de gameplay. Na de voltooiing van bepaalde levels, ontvangt Mega Man speciale voorwerpen. Met deze voorwerpen kan Mega Man platformen creëren die hem de mogelijkheid geven om gebieden te bereiken die anders onbereikbaar zijn.
Na het verslaan van de acht Robot Masters, betreedt de speler het fort van Dr. Wily, dat is opgebouwd uit zes niveaus. Net als in de eerste Mega Man, dient de speler in het fort nogmaals alle Robot Masters te verslaan. In Mega Man 2 vinden deze gevechten echter plaats in een kamer met teleportatie-apparaten die elk naar een andere Robot Master leidden. Deze apparaten kunnen in elke willekeurige volgorde worden betreden.
De Noord-Amerikaanse uitgave van het spel heeft twee verschillende moeilijkheid-niveaus: normaal en moeilijk. De "moeilijke" instelling is de standaard moeilijkheidsgraad die werd gebruikt in de Japanse versie, terwijl de "normale" instelling ervoor zorgt dat alle vijanden en Robot Masters iets zwakker zijn. Bij heruitgaven in Noord-Amerika was geen plaats voor deze optie en was het niveau standaard ingesteld op "moeilijk". De keuze van het moeilijkheidsniveau heeft geen invloed op het wachtwoordsysteem.
Mega Man 2 voegde een aantal nieuwe gameplayaspecten toe aan de serie. Zo kon gedurende het hele spel het zogenaamde "E-blik" door de speler worden gebruikt om Mega Mans gezondheid te herstellen. Ook bevatte het spel een wachtwoordsysteem. Na het verslaan van elke Robot Master werd een wachtwoord weergegeven, waarmee de speler kon terugkeren naar het punt waar ze waren gebleven als ze het systeem opnieuw op hadden gestart. De wachtwoorden staan voor de verschillende verslagen Robot Masters en het aantal E-Blikken dat de speler heeft verzameld.
Bepaalde functies die nog wel beschikbaar waren in Mega Man werden echter verwijderd. In tegenstelling tot de eerste Mega Man staat in dit spel de score van de speler niet heel de tijd in beeld. De speler kan ook niet terugkeren naar levels als deze al eens zijn voltooid.

## Ontwikkeling

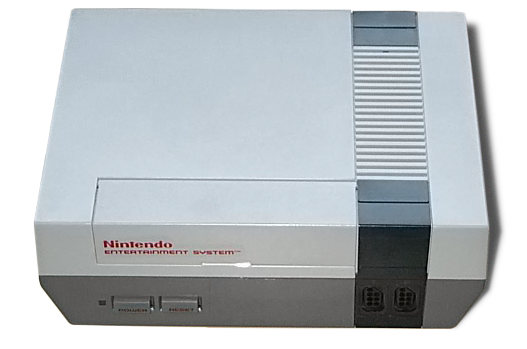
Mega Man 2 werd ontwikkeld voor de Nintendo Entertainment System

Mega Man 2 is ontwikkeld en gepubliceerd door Capcom. Het eerste Mega Man-spel was (met minder dan 1 miljoen verkochte exemplaren) geen daverend succes en leidde dus niet zomaar tot een vervolg. Mega Man-bedenker Keiji Inafune concludeert dat de ontwikkeling van Mega Man 2 een "moeilijke opgave" was. Inafune kreeg de kans om een vervolg te maken op voorwaarde dat hij tegelijkertijd aan andere projecten zou werken. Het ontwikkelingsteam achter Mega Man 2 werden hierdoor gedwongen om in hun eigen tijd aan het project sleutelen waardoor meer wapens werden toegevoegd en het spel fraaier oogde dan het eerste Mega Man-spel. Vanwege de beperkte hoeveelheid beschikbare ruimte op de cartridge van de originele Mega Man moesten een aantal spelelementen geschrapt te worden. Deze spelelementen werden later echter alsnog gebruikt voor Mega Man 2.
De soundtrack voor Mega Man 2 is samengesteld door een team van drie mensen: Ogeretsu Kun, Manami Ietel en Yuukichan's Papa, die ook de muziek voor de eerste Mega Man schreven. De drie componisten verschenen in de aftiteling onder pseudoniemen. Manami Matsumae en Yoshihiro Sakaguchi werden respectievelijk afgetiteld als Ietel en Yuukichan Papa's. Ogeretsu Kun is een bijnaam die verwijst naar onbeschaafdheid, aangezien geretsu (下劣) onbeschaafdheid betekent in het Japans. Ippo Yamada, de componist van Mega Man 7, gaf enige uitleg over waarom Capcom pseudoniemen gebruikte in de aftiteling waarbij hij stelde dat Capcom pas vanaf 1995 begon met het aftitelen van 'echte namen' in plaats van aliassen.

## Ontvangst
Hoewel het eerste Mega Man-spel een relatief lage omzet haalde, was Mega Man 2 een groot succes. Sinds de versie uit 1988 is Mega Man 2 wereldwijd meer dan 1,5 miljoen keer verkocht. Het is het bestverkochte Mega Man-spel en staat bij Capcom op nummer twintig in de lijst van meest verkochte spellen ooit. Verschillende publicaties melden dat het spel een succes was en vermelden het spel in hun lijst van beste spellen. Mega Man 2 wordt door GameSpot beschouwd als een van "The Greatest Games of All Time". Het spel eindigde op plaats 33 in Nintendo Powers "Top 200 Nintendo Games Ever" lijst en vijfde op de lijst van Game Informer met de Top 10 Video Game intro's. Richard Burto van Retro Gamer achtte het spel de beste in de reeks en noemde het een "must-have" spel voor de NES. In ScrewAttacks "Top 10 Video Game Themes Ever" video, eindigde de levelmuziek van het Doctor-Wilylevel op de tweede plaats achter de muziek van The Legend of Zelda.
Ontwerper Keiji Inafune beweert dat, door het succes van Mega Man 2, de Mega Man-serie een hit is geworden en nog steeds bestaat. Veel van de conventies in de Mega Man serie zijn gedefinieerd door Mega Man, maar Mega Man 2 voegde hier zijn eigen conventies aan toe. Mega Man 2 zorgde ervoor dat het standaard aantal Robot Masters in een Mega Man spel acht zou worden in plaats van zes. De Game Boy-versies hadden ook acht Robot Masters, maar die waren onderverdeeld in twee sets van vier. Het E-Blik werd in de serie het object waarmee de gezondheid van Mega Man kon worden bijgevuld. De teleportatieruimte waarin de speler nogmaals geconfronteerd wordt met alle Robot Masters werd ook een terugkerend aspect in latere spellen in de serie. In Mega Man 2 was het ook mogelijk om bewegende platformen te creëren; dit was de voorloper van Mega Mans robothond, Rush.

### Heruitgaven en verhalen
In 1999 werd Mega Man 2 (Rockman 2) in Japan opnieuw uitgebracht voor de PlayStation als deel van de Rockman Complete Works. Het spel was bijna identiek aan de oorspronkelijke versie maar had wel een aantal bonussen, zoals een "navi mode" voor beginners. Deze modus was een licht verbeterde versie van het spel door een gedetailleerdere encyclopedische inhoud, een galerie gevuld met afbeeldingen en geremixte muziek. Mega Man 2 werd ook samen met 9 andere spellen verwerkt in de Mega Man Anniversary Collection voor de Sony PlayStation 2, Nintendo GameCube en Microsoft's Xbox en werd uitgegeven tussen 2003 en 2005. Het spel is een emulatie en is identiek aan de heruitgave in Rockman Complete Works. Mega Man 2 verscheen in 2007 ook op mobiele telefoons. Het spel verscheen in Europa op Wii's Virtual Console op 14 december 2007. Om de uitgave van de negende Mega Man te vieren kwam Mega Man 2 op 26 augustus 2008 ook in Japan uit op de Virtual Console en in Noord-Amerikaanse verscheen deze versie op 15 september 2008.
Mega Man 2 kwam ook als verhaal terug in de Worlds of Power-serie die werd gepubliceerd door Scholastic in 1990. De roman richtte zich vooral op het spel waarbij aan het einde van bepaalde hoofdstukken ook spelhints te vinden waren. Naast de extra dialogen was er grote verandering in het verhaal waarbij Dr Light bang is dat Mega Man geen schijn van kans maakt tegen Dr Wily's krachtigere nieuwe robots. Als Dr Light Mega Man probeert te dupliceren verandert hij Mega Man per ongeluk in een mens. Op de cover van het boek stond Mega Man afgebeeld zonder zijn bekende armkanon omdat de schrijvers van World of Power geen verhalen en afbeeldingen met wapens mochten publiceren.

## Platforms
| Jaar | Platform                |
| ---- | ----------------------- |
| 1988 | NES                     |
| 1999 | PlayStation             |
| 2007 | Virtual Console (Wii)   |
| 2008 | DoJa                    |
| 2009 | iPhone                  |
| 2012 | Virtual Console (3DS)   |
| 2013 | Virtual Console (Wii U) |

## Ontvangst
| Beoordeeld door   | Platform            | Datum            | Score |
| ----------------- | ------------------- | ---------------- | ----- |
| Gaming since 198x | Wii Virtual Console | 4 januari 2011   | 100%  |
| Gaming since 198x | NES                 | 4 januari 2011   | 100%  |
| Pixel-Heroes.de   | NES                 | 7 september 2008 | 100%  |
| Mag'64            | Wii Virtual Console | 23 mei 2010      | 95%   |
| Mean Machines     | NES                 | januari 1991     | 95%   |
| Nintendo Land     | NES                 | 2003             | 95%   |
| 1UP!              | NES                 | 5 februari 2007  | 93%   |
| Nintendo Life     | Wii Virtual Console | 15 december 2007 | 90%   |
| The DOS Spirit    | NES                 | 4 december 2011  | 83%   |
| Defunct Games     | Wii Virtual Console | 8 februari 2013  | 83%   |